# Кереве
Кере́ве (вакереве; англ. Kerewe, Wakerewe) — невеликий народ групи банту на півночі Танзанії.
Кереве населяють острів Укереве на озері Вікторія (район Укереве регіону Мванза). 
Чисельність народу за даними на 1987 рік оціночно складала 100 тисяч осіб.
Мова кікереве (Kikerewe) має багато спільного з низкою мов декількох інших народів; писемна (латинка), складено її словник і граматику (1936-1946), народна поезія.
Кереве відомі своєю дерев'яною скульптурою, зокрема різьбленими фігурами-втіленнями померлих пращурів заввишки до 90 см (нагадують подібні витвори народу луба з ДРК), а також масками.